# Rękusy
Rękusy (deutsch Renkussen) ist ein Dorf in der polnischen Woiwodschaft Ermland-Masuren und gehört zur Gmina Ełk (Landgemeinde Lyck) im Powiat Ełcki (Kreis Lyck).

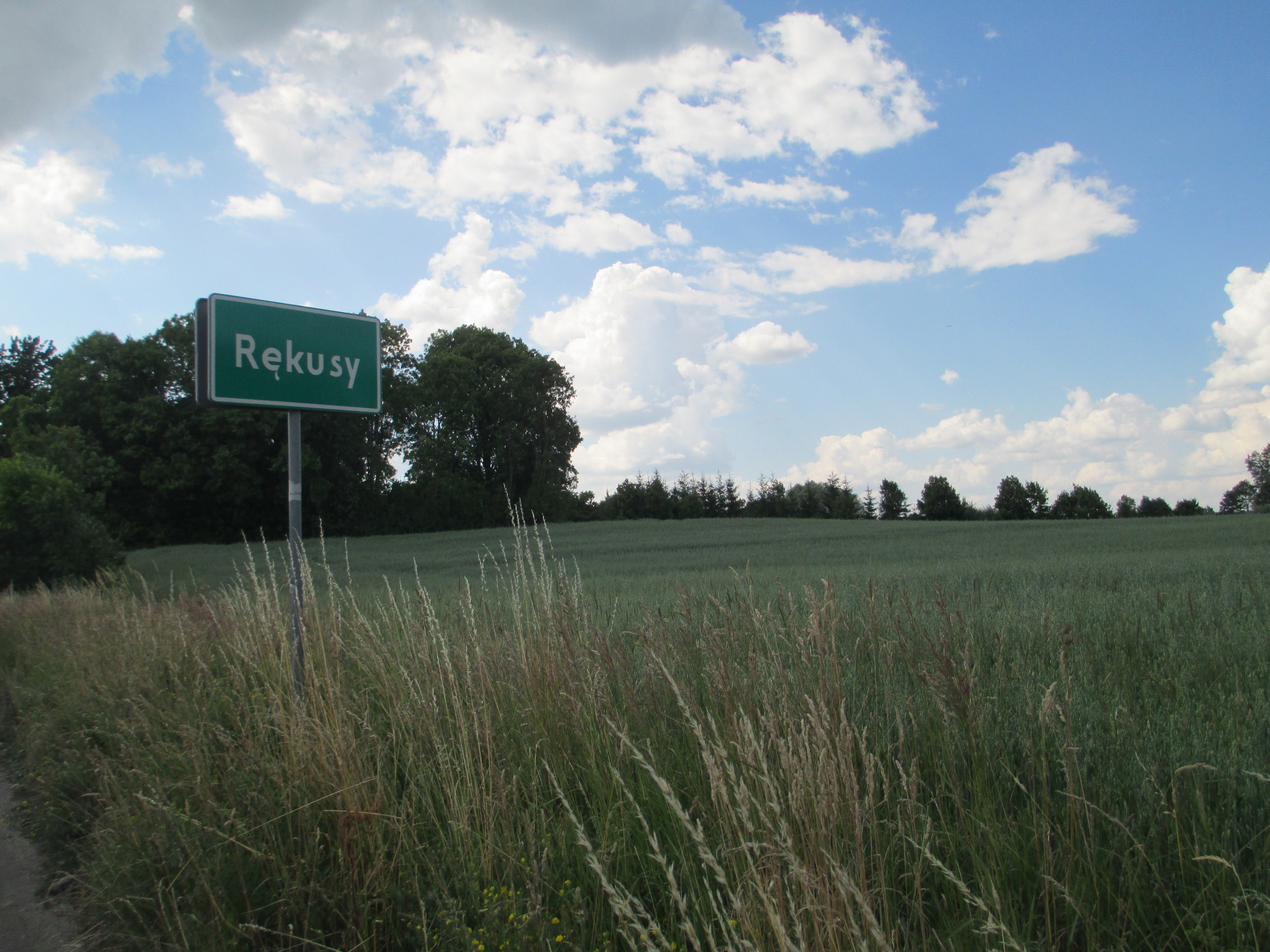
Ortseingangsschild von Rękusy an der DK 16

## Geographische Lage
Rękusy liegt im südlichen Osten der Woiwodschaft Ermland-Masuren, sieben Kilometer westlich der Kreisstadt Ełk (Lyck).

## Geschichte
Renkussen wurde im Jahre 1494 gegründet und bestand aus ein paar kleinen Höfen. Zwischen 1874 und 1945 war das Dorf in den Amtsbezirk Lyck-Land mit Sitz in Neuendorf (polnisch Nowa Wieś Ełcka) eingegliedert, der zum Kreis Lyck im Regierungsbezirk Gumbinnen (ab 1905: Regierungsbezirk Allenstein) in der preußischen Provinz Ostpreußen gehörte.
Im Jahre 1910 verzeichnete Renkussen 94 Einwohner. Ihre Zahl stieg bis 1933 auf 114 und belief sich 1939 noch auf 93.
Aufgrund der Bestimmungen des Versailler Vertrags stimmte die Bevölkerung im Abstimmungsgebiet Allenstein, zu dem Renkussen gehörte, am 11. Juli 1920 über die weitere staatliche Zugehörigkeit zu Ostpreußen (und damit zu Deutschland) oder den Anschluss an Polen ab. In Renkussen stimmten 60 Einwohner für den Verbleib bei Ostpreußen, auf Polen entfielen keine Stimmen.
In Kriegsfolge kam Renkussen mit dem gesamten südlichen Ostpreußen zu Polen und erhielt die polnische Namensform „Rękusy“. Heute ist der Ort Sitz eines Schulzenamtes (polnisch Sołectwo) und somit Teil der Gmina Ełk (Landgemeinde Lyck) im Powiat Ełcki (Kreis Lyck), vor 1998 der Woiwodschaft Suwałki, seither der Woiwodschaft Ermland-Masuren zugehörig.

## Kirche
Bis 1945 war Renkussen in die evangelische Pfarrkirche Lyck in der Kirchenprovinz Ostpreußen der Kirche der Altpreußischen Union und in die katholische St.-Adalbert-Kirche Lyck im Bistum Ermland eingepfarrt. Die kirchliche Beziehung zur Kreisstadt besteht sowohl evangelischer- als auch katholischerseits auch heute noch.

## Verkehr
Rękusy liegt an der bedeutenden polnischen Landesstraße 16 (frühere deutsche Reichsstraße 127), die die drei Woiwodschaften Kujawien-Pommern, Ermland-Masuren und Podlachien miteinander verbindet. Eine Bahnanbindung besteht nicht.